# Cupressus macnabiana
Cupressus macnabiana (Syn.: Hesperocyparis macnabiana (A.Murray bis) Bartel) ist eine Pflanzenart aus der Familie der Zypressengewächse (Cupressaceae). Sie ist in Kalifornien heimisch.

## Beschreibung

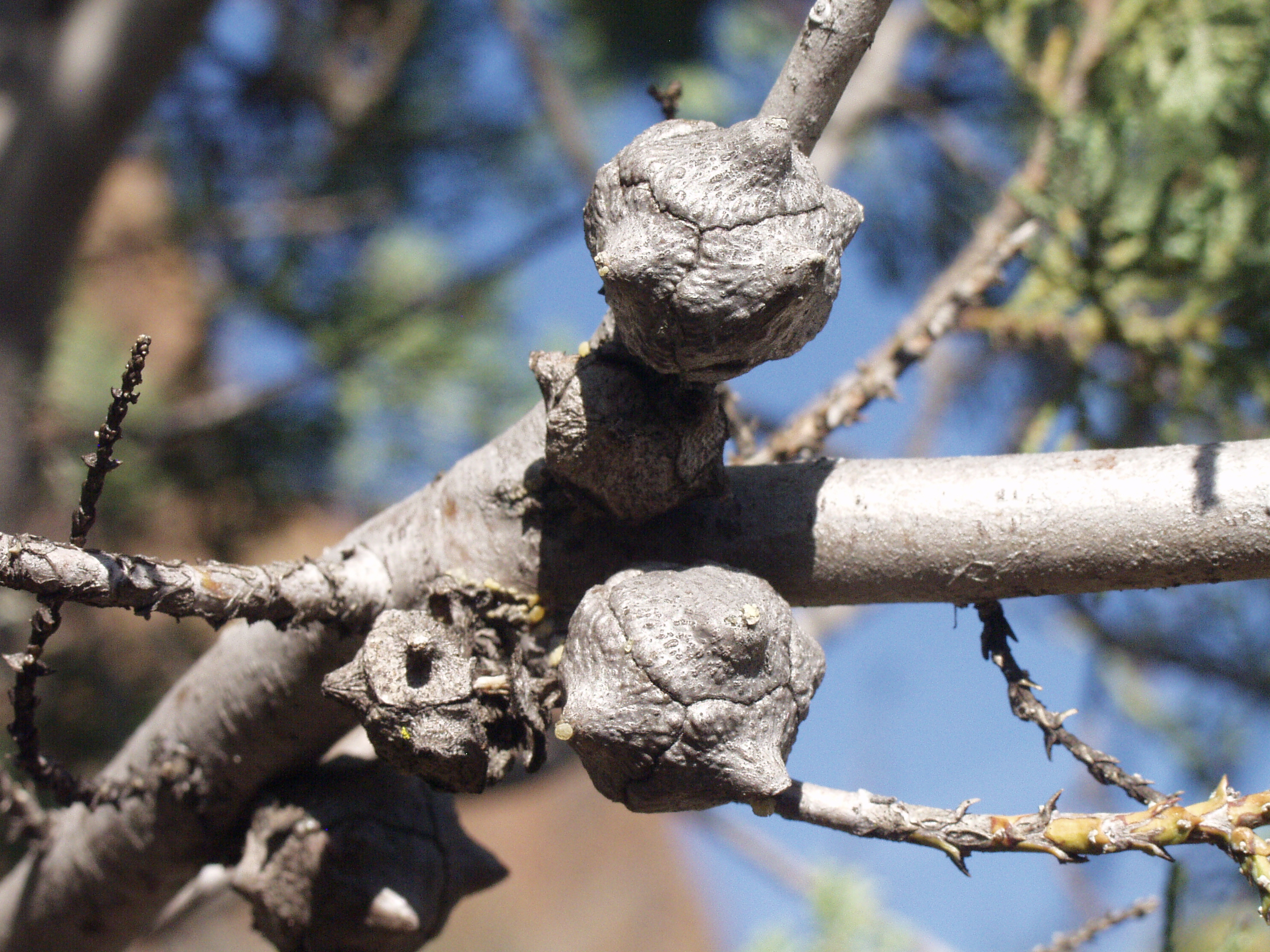
Reife Zapfen

Cupressus macnabiana wächst als strauchartiger, immergrüner Baum, der Wuchshöhen von bis zu 12 Metern und Brusthöhendurchmesser von mehr als 1 Meter erreichen kann. Die raue, faserige Borke ist gefurcht. Die dichte Krone ist breit konisch geformt. Die 0,5 bis 1 Millimeter dicken Zweige stehen kammartig von den Ästen ab. Diese Zweigstellung ist unter den Zypressenarten Nordamerikas einzigartig.
Die schuppenartigen Blätter sind manchmal blaugrün gefärbt. Auf der Blattunterseite befindet sich eine auffällige Harzdrüse.
Die männlichen Blütenzapfen werden 2 bis 3 Millimeter lang und rund 2 Millimeter dick. Sie enthalten drei bis fünf Pollensäcke. Die Zapfen sind bei einem Durchmesser von rund 1,5 bis 2,5 Zentimeter kugelig geformt. Zur Reife hin sind sie braun oder grau gefärbt. Jeder Zapfen besteht aus sechs bis acht Schuppen. Die 2 bis 5 Millimeter langen Samen sind hell- bis mittelbraun gefärbt und weisen manchmal eine blaugrüne Tönung auf.
Die Chromosomenzahl beträgt 2n = 22.

## Verbreitung und Standort
Das natürliche Verbreitungsgebiet von Cupressus macnabiana liegt in Kalifornien. Man findet sie dort an den Westhängen der Sierra Nevada im Amador County, im Nevada County sowie im Yuba County. Im Lake County und im Napa County wächst sie an den Hängen der inneren Coast Ranges. Weiters gibt es Vorkommen im Mendocino County und im Shasta County.
Cupressus macnabiana gedeiht in Höhenlagen von 300 bis 850 Metern. Sie wächst vor allem in Wäldern von Gebirgsausläufern sowie im Unterholz häufig auf Serpentinböden.

## Systematik
Die Erstbeschreibung als Cupressus macnabiana erfolgte 1855 durch Andrew Murray bis in Edinburgh Philosophical Journal 1, S. 293, pl. 11. Synonyme für die Art sind Callitropsis macnabiana (A. Murray bis) D.P. Little, Neocupressus macnabiana (A. Murray bis) de Laub. oder Hesperocyparis macnabiana (A.Murray bis) Bartel. Das Artepitheton macnabiana ehrt den ehemaligen Kurator des Royal Botanic Garden Edinburgh, James McNab.
Cupressus macnabiana bildet in den Costal Ranges Hybride mit Cupressus sargentii. Dies ist die einzige bekannte, natürliche Artkreuzung innerhalb der Gattung der Zypressen (Cupressus).

## Gefährdung und Schutz
Cupressus macnabiana wird in der Roten Liste der IUCN als „nicht gefährdet“ geführt. Es wird jedoch darauf hingewiesen, dass eine erneute Überprüfung der Gefährdung notwendig ist.